# محمد حسن محفوظ
محمد حسن محفوظ (1918 - 4 يناير 1999)، أديب وشاعر لبناني، ولد في قرية لالا قضاء البقاع الغربي في لبنان، تُوفي والده وهو في العاشرة من عمره فاهتمت والدته المحدودة الدخل الأرملة الأمّية مريم الغزاوي بتعليمه وتثقيفه فتلقى دروسه للمرحلة الأبتدائية والمتوسطة في المدرسة الكاثوليكية في حمص بسوريا وللمرحلة الثانوية في الكلية البطريركية في صيدا بلبنان نال بعدها الأجازة التعليمية من دار المعلمين والمعلمات العالي في بيروت بلبنان سنة 1939.
مارس التعليم طيلة حياته في المدارس الرسمية اللبنانية لجميع المراحل من الابتدائية حتى الجامعية منها في قرى ومدن: عين عطا، الرفيد, قب إلياس، تعلبايا, جب جنين، زحلة، والجامعة اللبنانية. كما قام بدورات تدريبية وتفتيشية نال عليها شهادات تقدير وامتياز كما نال أوسمة رسمية في المجالين التعليمي والتربوي.
قرض الشعر الفصيح باكراً وله قصائد في المناسبات والمديح والغزل ومحبة الوطن، كما له مقالات منثورة في علم الأجتماع والتربية والأخلاق العديد منها منشور في الصحف والمجلات اللبنانية. وبعض قصائده محفوظ في ديوانه قصائد العمر.
بعد وفاته وُجد في محفظته دولار أميركي واحد فقط مع بيتين من الشعر طالباً حفرهما على ضريحه وهما:
حياةُ المرء في الدنيا ظلالُ تُرافقها المتاعبُ والنضالُ
فطوبَى للذي يحيا تقيّاً وفي كَفَّـيْهِ للأحسانِ مالُ